# Вальзер, Роберт
Ро́берт Ва́льзер (нем. Robert Walser; 15 апреля 1878[…], Biel/Bienne, Берн — 25 декабря 1956[…], Херизау) — швейцарский прозаик и поэт, писал на немецком языке.

## Биография и творчество

### 1878—1897
Роберт Отто Вальзер родился 15 апреля 1878 года в многодетной семье. Он был седьмым ребёнком из восьми. Отец Адольф Вальзер (1833—1914) содержал переплетную мастерскую и лавку писчебумажных принадлежностей. Мать — Элизабет (Элиза) Вальзер (1839—1894). Старший брат Карл Вальзер (1877—1943) был сценографом и художником. Роберт Вальзер вырос в Биле, двуязычном городке, расположенном на границе немецкого и французского языков. Там он посещал начальную школу и прогимназию. Вальзер был с юных лет одержим театром, прежде всего — драмами Фридриха Шиллера. Его любимой пьесой были «Разбойники». Сохранился акварельный рисунок Карла Вальзера, на котором Роберт изображен в роли Карла Мора.
В 1894 году умерла мать Вальзера Элиза, страдавшая от душевной болезни. Заботу о доме взяла на себя старшая сестра Лиза Вальзер. Когда будущему писателю исполнилось четырнадцать, ему пришлось бросить учёбу в гимназии и стать учеником в филиале Бернского кантонального банка в Биле, поскольку у семьи не было средств, чтобы платить за его образование. Затем Роберт работал непродолжительное время в Базеле, прежде чем переехал в 1895 году в Штутгарт, где жил его брат Карл. Там он работал в издательстве «Унион» (Union Deutsche Verlagsgesellschaft) в отделе объявлений. Вальзер делал попытки выступать на театральной сцене, но безуспешно. В сентябре 1896 года он вернулся в Швейцарию и поселился в Цюрихе. В последующие годы Вальзер зарабатывал на жизнь самыми разными занятиями (секретарь в адвокатской конторе, служащий страховой компании, продавец в книжной лавке, банковский клерк).

### 1898—1912
Роберт Вальзер дебютировал в печати в 1898 году, в бернской газете «Дер Бунд» (Der Bund) была опубликована подборка его стихов. Вальзер ввел в литературу особенного лирического героя: скромный служащий допоздна корпит над перепиской бумаг под строгим взглядом начальника и находит утешение в луне и звездах. Стихотворная интонация балансирует на грани лукавства и наивности, поэтических грез и горькой иронии (стихотворение «В конторе»):
Я не верю в свои мечты

Мало радости в жизни познавший.

Сколько горя мне испытать предстоит!

Я измучен, едва дышу,

Я смущенно в затылке чешу.
Словно рана во тьме луна,

Звездами ночь кровоточит.

Счастья ничто мне теперь не пророчит.

Видно, другая мне доля дана.

Словно рана во тьме луна.
(Перевод И.Грицковой)
Эту публикацию заметил и оценил австрийский литератор и критик Франц Блай (Franz Blei), который ввел молодого поэта в круг сотрудников и авторов литературно-художественного журнала «Ди инзель» (Die Insel), развивавшего эстетические идеи модерна. Вальзер познакомился с известными писателями, такими как Франк Ведекинд (Frank Wedekind) и Отто Юлиус Бирбаум (Otto Julius Bierbaum). В этом журнале публиковались стихи, драмолеты и прозаические тексты Вальзера. Его начали публиковать и другие периодические издания. Миниатюры в прозе, уникальные по тональности, иронической дистанции и лирическому настрою вальзеровские «этюды» принесли ему славу замечательного мастера «малой прозы».
Писатель часто менял свое место жительства, в эти годы он жил в Туне, Золотурне, Винтертуре и Мюнхене, но больше всего времени проводил в Цюрихе. В 1903 году он был призван в армию и окончил школу рекрутов, затем служил помощником у одного инженера и изобретателя в Веденсвиле (Wädenswil) под Цюрихом. Этот эпизод лег потом в основу его романа «Помощник» («Der Gehülfe», 1908).
В 1904 году в издательстве «Инзель» (Insel Verlag) в Лейпциге вышла в свет первая книга Роберта Вальзера «Школьные сочинения Фрица Кохера» («Fritz Kochers Aufsätze»). Книга не имела успеха у массового читателя, но была сразу замечена ценителями настоящей литературы. Вот что писал о ней несколько лет спустя Герман Гессе:

Поначалу эти странные, полудетские сочинения показались игрой, стилистическими экзерсисами юного ироника. Но что в них сразу обращало на себя внимание и приковывало — это тщательность и спокойная плавность письма, радость нанизывания легких, прелестных, отточенных предложений, каковая среди немецких писателей встречается на удивление редко… Наряду с кокетством и склонностью к упоению словом, наряду с игрой и легкой иронией уже и в этой первой книжечке светилась любовь к предметам мира сего, истинная и прекрасная любовь человека и художника ко всему сущему — сквозь легкий и холодный блеск риторической прозы светилась теплая сердечность настоящей поэзии.
Летом 1905 года Вальзер прошел курсы обучения домашних слуг и устроился осенью на работу лакеем в замке Дамбрау (Dambrau) в Верхней Силезии. Тема служения пройдет через все творчество писателя и найдет свое выражение прежде всего в романе «Якоб фон Гунтен» («Jakob von Gunten», 1909). В начале 1906 года Вальзер снова отправился в Берлин, где его брат Карл, уже добившийся там успеха в качестве художника, книжного иллюстратора и оформителя, ввел его в литературные, издательские и театральные круги столицы. Писатель сблизился с художниками Сецессиона, некоторое время работал секретарем этого художественного объединения. Здесь Вальзер познакомился с издателями Самуэлем Фишером (Samuel Fischer) и Бруно Кассирером (Bruno Cassirer) (братом философа Эрнста Кассирера).
В Берлине Вальзером были написаны романы «Семейство Таннер» («Geschwister Tanner»), «Помощник» («Der Gehülfe») и «Якоб фон Гунтен» («Jakob von Gunten»). Книги публиковались в издательстве Бруно Кассирера. Редактором текстов был известный поэт и страстный почитатель таланта Вальзера Христиан Моргенштерн (Christian Morgenstern).

Помимо романов из-под пера Вальзера в это время выходили прозаические зарисовки, в которых глазами фланера описывались городские заведения для простого народа, например, «Ашингер» («Aschinger») или «Под горными кручами» («Gebirgshallen»). Короткую прозу Роберт Вальзер публиковал в газетах и журналах. Эта малая форма стала его «фирменным знаком». Большая часть его творчества состоит из коротких текстов, не поддающихся точной классификации. Сборники этих прозаических зарисовок выходили отдельными книгами, например, «Сочинения» («Aufsätze», 1913) и «Истории» («Geschichten», 1914).
Как романы, так и городские очерки, печатавшиеся в журнале «Шаубюне» (Schaubühne), были отмечены критиками. Литературные рецензенты сразу отметили необычность этой прозы, которая строилась на новых, модернистских принципах. Так, в своей рецензии на «Истории» Вальзера Роберт Музиль писал в июне 1914 года:
Мечтая и грустя, Вальзер никогда не забывает: мечты и грусть его возникают на бумаге, чувства подвешены за ниточки, словно марионетки. Он неожиданно лишает своих героев права голоса и дает слово разворачивающейся перед нами истории, словно она - некий реальный персонаж.
Столь непохожие авторы как Герман Гессе и Франц Кафка называли Вальзера среди своих любимых писателей. Но несмотря на признание коллегами по перу, творчество Вальзера так и не стало сколько-нибудь заметным фактом тогдашней литературной жизни, его книги не пользовались популярностью у широкой публики, мизерные тиражи годами пылились на издательских складах.

### 1913—1929
В 1913 году Роберт Вальзер вернулся в Швейцарию. Некоторое время он жил у своей сестры Лизы, работавшей учительницей для сотрудников психиатрической лечебницы в Бельлей (Bellelay). Там Вальзер познакомился с прачкой Фридой Мермет (Frieda Mermet), с которой его связала долголетняя тесная дружба. В июле 1913 года писатель поселился в мансарде отеля «Голубой крест» («Blaues Kreuz») в своем родном городе Биле. В этой холодной голой комнате на чердаке, вальзеровским варианте «башни из слоновой кости», он прожил семь лет.
В Биле Вальзер написал большое количество прозаических этюдов, которые публиковались в газетах и журналах Германии и Швейцарии, а также выходили в сборниках «Небольшие сочинения» («Kleine Dichtungen», 1915), «Прозаические этюды» («Prosastücke», 1917), «Малая проза» («Kleine Prosa», 1917), «Жизнь поэта» («Poetenleben», 1918) и «Зеландия» («Seeland», 1919). Новелла «Прогулка» («Der Spaziergang», 1917) вышла сперва отдельным изданием, а потом и в сборнике «Зеландия». Бильский период был продуктивным, но успеха публикации Вальзеру так и не принесли, более того, таяла даже приобретенная в Берлине слава.
В эти годы Вальзер, всегда страстно увлекавшийся долгими пешими прогулками, начал свои знаменитые дневные и ночные «марши». Взгляд проходящего странника на чужую жизнь находит свое отражение во многих произведениях писателя этого периода.
Сьюзан Зонтаг писала в своем эссе «Голос Вальзера» об особенностях его поэтики:
В прозе Вальзера (как, по большей части, в современном искусстве вообще) все происходит в голове автора, но этот мир и это отчаяние не имеют ничего общего с солипсизмом. Они проникнуты сочувствием - сознанием множества окружающих жизней, братством печали. «Кого я имею в виду? - спрашивает голос Вальзера в миниатюре «Что-то вроде рассказа» (1925). - Может быть, себя, вас, все наши мелкие театральные тиранства, ничего не стоящие свободы и несвободы, которые нельзя принимать всерьез, этих разрушителей, никогда не упускающих случая пошутить, и людей, оставшихся в одиночестве?» Знак вопроса в конце предложения - характерная черта вальзеровской обходительности.
О своем «творческом методе» писатель сам рассказал в миниатюре «Что-то вроде рассказа»:
Рассказчиком меня никак не назовешь, это уж точно. Когда на сердце хорошо, то есть когда я в добром настроении, я крою, тачаю, кую, стругаю, приколачиваю, скрепляю шпонками, а иной раз даже гвоздями и сбиваю друг с другом строки, чье содержание тотчас становится понятным каждому. Если угодно, можно назвать меня мастеровым от литературы. Я пишу и вместе с тем обновляю, перелицовываю. Кое-кто из благорасположенных ко мне людей полагает, что вполне допустимо считать меня писателем, а я по мягкости и уступчивости характера не протестую. Мои прозаические произведения, думается, являют собой не что иное, как фрагменты длинной реалистической истории, без сюжета и интриги. Наброски, время от времени создаваемые мною — как бы главы романа, то короткие, то более пространные. Этот свой роман я пишу все дальше и дальше, а он остается неизменным и мог бы по праву носить титул книги, распоротой, искромсанной книги, повествование в которой ведется от первого лица.
Все фрагменты, миниатюры, отрывки, написанные Вальзером, составляют одно бесконечное произведение, над которым он работал всю жизнь. Он сам говорил, что все его тексты — это некий неоконченный роман, «я-книга, разрезанная на бесчисленные мелкие фрагменты». Все эти фрагменты объединяет его неповторимый стиль.
Писатель Михаил Шишкин так определил вальзеровский стиль в своем эссе «Вальзер и Томцак»:
Стиль Вальзера – его голос, ломкий и неуверенный. Стиль – это диагноз. Стеснительность прикрывается болтливостью. Срывы в пафосный фальцет, переходящие в смиренные расшаркивания - от неуверенности в том, слышно ли его. Не стиль, а качели с размахом от блаженного чириканья до занудства. Но стиль – это и его единственное оружие. Язык – поле его боя. Канцелярский жаргон – анонимный, плоть от плоти заоконного и заранее расписанного порядка вещей, где суетятся рабы своего успеха, вступает в языковой конфликт с нерегламентированной речью индивида, писателя, который должен каждую фразу изобретать заново. Своими синтаксическими эскападами, головокружительными глагольными завихрениями, нырянием из цветистых словоплетений в детский лепет, жонглированием избитыми оборотами Вальзер разрушает устоявшиеся представления о литературной стилистике. Это его форма протеста, языковое низложение существующего миропорядка.
Одной из главных особенностей творческого метода Вальзера является разрушение «литературности». Вальтер Беньямин отметил в своем эссе «Вальзер»: «Вальзер же начинает с того, на чем сказки заканчиваются: „И если они не умерли, то живут ещё и сегодня“.»
Во время Первой мировой войны Вальзер был призван в действующую армию и каждый год по несколько месяцев проводил в казарме. В его прозе этого периода мировая бойня отсутствует, вытесненная описаниями природы и житейскими пустяками, но это была антивоенная проза, проникнутая гуманизмом и болью за человека и его попранное большими идеями и государствами достоинство. Герман Гессе, почувствовал это качество вальзеровской прозы, и писал в самый разгар Первой мировой: 

Если бы такие люди, как Вальзер, принадлежали к “ведущим умам”, то войны не было бы. Если бы он имел сто тысяч читателей, мир стал бы лучше. Но каким бы ни был мир, он оправдан существованием людей, подобных Вальзеру...
В конце 1916 года умер брат Роберта Эрнст (Ernst Walser), который находился на излечении в клинике для душевнобольных в Вальдау (Waldau). В 1919 году покончил с собой другой брат Герман (Hermann Walser), профессор географии Бернского университета. Из-за войны связи с немецкими издательствами и периодическими изданиями прервались, и Роберт Вальзер все сильнее чувствовал себя в изоляции. Несмотря на то, что он много писал, в качестве свободного писателя Вальзер не мог заработать себе на существование. В 1921 году он переехал в Берн, где ему предложили место библиотекаря в Государственном архиве, но уже через несколько месяцев он бросил службу. Писатель слишком строптив и слишком дорожит своей независимостью, чтобы вести размеренную жизнь служащего.
Доминирующее чувство текстов, написанных в эти годы — одиночество. За идиллическими картинками, проступает ощущение безнадежности писателя, отчаявшегося пробить стену равнодушия и размышляющего о ненужности его писаний, о том, чтобы сменить профессию и «раствориться».
В 1920-е годы одиночество и социальная изоляция писателя усиливаются. «Мои соотечественники всегда сплачивались, чтобы защититься от чудовищ вроде меня, — говорил он в конце жизни. — Все, что не соответствовало их представлениям, отвергалось с благородным высокомерием. Я никогда не осмеливался проникнуть в их среду. У меня недоставало решимости даже заглянуть в их мир. Я жил своей собственной жизнью, на периферии буржуазного существования». 
В Бернский период стиль писателя становится более радикальным, приобретая черты сюрреализма и абсурда. Вальзер переходит на особое микрописьмо, начинает создавать свои «микрограммы», отрывки стихов и прозы, написанные остро отточенным карандашом микроскопическими буквами, почерком, невозможным для прочтения постороннему. Вальзер писал на полях газет, квитанциях, обертках. Этот способ соответствовал авторской манере писать, избегая окончательности, как бы набросками, фрагментами. Писатель оставил после себя более 500 таких текстов, которые долгие годы воспринимались окружающими как «каракули» и являлись якобы доказательствами его сумасшествия. Таким же образом был записан его последний роман «Разбойник» («Der Räuber»), название которого отсылает к некогда любимой автором пьесе Шиллера. Лишь небольшая часть книги была переписана автором набело для публикации.
В произведениях этого периода уникальный игровой стиль Вальзера уплотняется до предела. Тексты существуют одновременно на разных уровнях восприятия: они кажутся написаны наигранно-наивным стилем воскресного фельетона, но являются при этом сложными конструкциями, полными намеков и аллюзий. Вальзер использовал приемы и сюжеты как высокой литературы, так и самых тривиальных бульварных романов. Например, он пересказывал сюжет развлекательной книги, но так, что оригинал, так и оставшийся не названным, невозможно было узнать. 

Бернский период является самым продуктивным в творчестве писателя, но в эти годы ему удалось издать всего одну книгу «Роза» («Die Rose», 1925). Это был сборник миниатюр, дневниковых заметок, зарисовок, которые не смогли заинтересовать широкого читателя, и книга не пользовалась успехом. Редактор «Нойе цюрхер цайтунг» (Neue Zürcher Zeitung) вынужден был прервать сотрудничество с Вальзером из-за многочисленных протестов читателей — они желали видеть в газете какой-нибудь остросюжетный роман, а не «странную» вальзеровскую прозу. Вальзер рассылал свои произведения по редакциям газет и журналов, но они большей частью оставались неопубликованными в архивах или вовсе терялись, как это произошло с романом «Теодор» («Theodor»). Позднее он рассказывал: «Но представьте себе мой испуг, когда в один прекрасный день я получил из редакции отдела культуры газеты „Берлинер Тагеблатт“ письмо, в котором мне советовали полгода ничего не писать! Я был в отчаянии.»

### 1929—1956
В 1929 году Вальзера, у которого участились слуховые галлюцинации и приступы беспокойства, по настоянию его врача-психиатра и сестры Лизы поместили в психиатрическую клинику Вальдау, где прежде находился его брат Эрнст. Позже писатель признавался: «В ту пору я предпринял несколько беспомощных попыток лишить себя жизни. Но я не умел даже петлю завязать как следует.»
После нескольких недель пребывания в больнице состояние Вальзера стабилизировалось, и он продолжал там писать стихи и прозу, хотя уже не мог работать так продуктивно, как в предыдущие годы. Эти тексты он тоже записывал своим микроскопическим почерком, размеры букв не превышали одного миллиметра.

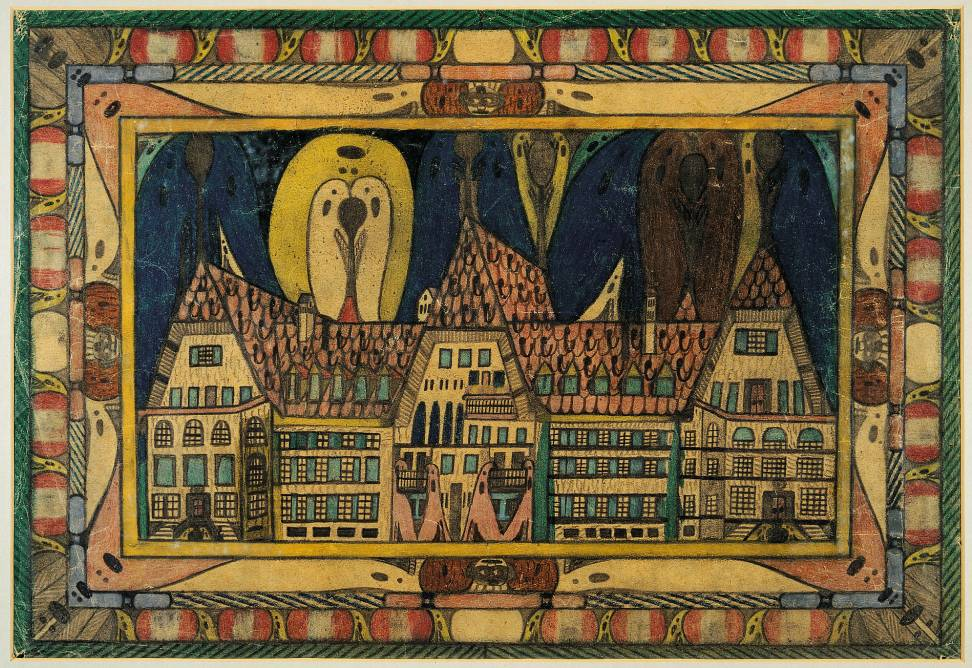
Лечебница Вальдау, картина Адольфа Вёльфли, 1921

Содержание писателя в лечебнице стоило дорого, и сестра Лиза настояла на переводе Роберта против его желания в другую больницу только потому, что содержание пациента там обходилось значительно дешевле. В 1933 году после насильственного перевода в клинику для душевнобольных в Херизау (Herisau) Вальзер перестал писать и практически полностью порвал с литературой. Это был полный и окончательный отказ от творчества. За оставшиеся 23 года жизни он не написал ни единой строчки. Все свое время писатель проводил теперь за склеиванием бумажных пакетов и уборкой больничных помещений.
С 1936 года Роберта Вальзера начал регулярно посещать писатель и журналист Карл Зеелиг (Carl Seelig), страстный поклонник творчества писателя, писатель и меценат. Позже об этих встречах и разговорах он написал книгу «Прогулки с Робертом Вальзером» («Wanderungen mit Robert Walser»). После смерти родственников писателя, брата Карла в 1943 и сестры Лизы в 1944 гг., Карл Зеелиг стал его официальным опекуном. Ни у кого из восьмерых братьев и сестер Вальзеров не было детей. 

У Вальзера не проявлялись никакие симптомы болезни, но он упорно отказывался покинуть клинику. Он также не хотел слышать о возможности снова взяться за перо. Карлу Зелигу Роберт объяснял: «Я здесь не для того, чтобы писать, а для того, чтобы быть сумасшедшим».
Карл Зелиг, которому как опекуну перешли все рукописи Вальзера, считал, что Вальзер использовал в своей тайнописи шифр. Лишь позже филолог Йохен Гревен (Jochen Greven) установил, что речь идёт не о шифре, а об очень мелком и схематическом варианте написания обычных букв — и занялся разбором записей. Роман «Разбойник» был расшифрован и опубликован лишь в 1972 году. Целиком «микрограммы» были расшифрованы исследователями творчества Вальзера Бернхардом Эхте (Bernhard Echte) и Вернером Морлангом (Werner Morlang) в 1985—2000 гг. и изданы в шести томах под названием «Карандашная система» («Aus dem Bleistiftgebiet», дословно: "Из области карандаша).
25 декабря 1956 года, в день Рождества, Роберта Вальзера нашли умершим от инфаркта на заснеженном поле под Херизау.

## Значение и оценка творчества
Роберт Вальзер не принадлежал никакой литературной группе, школе, направлению. До Первой мировой войны он был известным автором, много публиковавшемся в немецкоязычных странах. Однако уже в 1930-е годы о нём практически забывают, хотя к его большим почитателям относились такие писатели, как Христиан Моргенштерн, Роберт Музиль, Курт Тухольски, Франц Кафка, Вальтер Беньямин, Элиас Канетти, Герман Гессе.
Новое «открытие» писателя происходит лишь в 1960-70-е годы, когда стали переиздаваться все произведения Вальзера. Огромный интерес и у специалистов, и у читателей вызвали издания неопубликованных ранее «микрограмм».
Значительно влияние тексты Вальзера оказали на творчество известных немецкоязычных авторов: Мартина Вальзера, Петера Бикселя, Петера Хандке, Эльфриды Елинек, В. Г. Зебальда.

Проза и поэзия Роберта Вальзера изучается в школах Швейцарии, Германии и Австрии на уроках немецкого языка и литературы.
Произведения Вальзера неоднократно экранизировались, несколько документальных и игровых фильмов сняты о нём самом, признание его во всем мире год от года растёт. Тем не менее Вальзер, несмотря на множество попыток истолковать его прозу, искреннюю и ироничную, наивную и неуловимо пародийную, остается одним из самых загадочных писателей XX века. «Роберт Вальзер время от времени вдребезги разбивает инструменты, с помощью которых хотят объяснить его творчество»,- сказал немецкий писатель-однофамилец Мартин Вальзер.

## Память
Именем писателя назван один из скоростных поездов Швейцарских железных дорог (SBB).

## Центр Роберта Вальзера в Берне
В 1966 году адвокатом Элио Фрёлихом (Elio Fröhlich) был основан в Цюрихе Фонд Карла Зелига (Carl Seelig-Stiftung). В 1973 году при Фонде был открыт Архив Роберта Вальзера (Robert Walser-Archiv), задачей которого является работа с наследием писателя, научное исследование рукописей и популяризация его творчества. В 2004 году Фонд получил название Фонд Роберта Вальзера в Цюрихе (Robert Walser-Stiftung Zürich). В 2009 году Фонд переехал в Берн (Robert Walser-Stiftung Bern) и при Фонде открыт Центр Роберта Вальзера (Robert Walser-Zentrum). Архив писателя является составной частью Центра.
Центр Роберта Вальзера в Берне (Robert Walser-Zentrum Bern) проводит большую работу по развитию интереса к творчеству писателя, здесь же хранятся рукописи, документы, архивные материалы, связанные с наследием Вальзера. Центр поддерживает исследователей творчества Вальзера, способствует их публикациям и переводам на другие языки, а также организует тематические выставки и другие мероприятия, посвященные Роберту Вальзеру.

## Произведения на немецком языке
Walser, Robert: Werke. Berner Ausgabe. Hg. v. Lucas Marco Gisi, Reto Sorg, Peter Stocker u. Peter Utz i. A. der Robert Walser-Stiftung Bern. Suhrkamp, Berlin seit 2018, ISBN 978-3-518-42845-0.
Walser, Robert: Kritische Robert Walser-Ausgabe. Kritische Ausgabe sämtlicher Drucke und Manuskripte. Hg. v. Wolfram Groddeck, Barbara von Reibnitz u.a.. Stroemfeld, Schwabe, Basel, Frankfurt am Main 2008ff. (=KWA).
Walser, Robert: Aus dem Bleistiftgebiet. Hg. v. Bernhard Echte u. Werner Morlang i. A. des Robert Walser-Archivs der Carl Seelig-Stiftung, Zürich. Suhrkamp, Frankfurt am Main 1985—2000 (=AdB).
Walser, Robert: Sämtliche Werke in Einzelausgaben. 20 Bde. Hg. v. Jochen Greven. Suhrkamp, Zürich, Frankfurt am Main 1985—1986 (=SW).
Briefe 1897—1920. Hg. v. Peter Stocker und Bernhard Echte. Unter Mitarbeit v. Peter Utz u. Thomas Binder. Suhrkamp, Berlin 2018 (BA; 1).
Briefe 1921—1956. Hg. v. Peter Stocker und Bernhard Echte. Unter Mitarbeit v. Peter Utz u. Thomas Binder. Suhrkamp, Berlin 2018 (BA; 2).
Briefe. Nachwort und Anhang. Hg. v. Peter Stocker und Bernhard Echte. Unter Mitarbeit v. Peter Utz u. Thomas Binder. Suhrkamp, Berlin 2018 (BA; 3).
Walser, Robert: Aus dem Bleistiftgebiet. Hg. v. Bernhard Echte u. Werner Morlang i. A. des Robert Walser-Archivs der Carl Seelig-Stiftung, Zürich. Suhrkamp, Frankfurt am Main 1985—2000.
Aus dem Bleistiftgebiet. Mikrogramme aus den Jahren 1924—1925. Prosa. Hg. v. Bernhard Echte u. Werner Morlang. Suhrkamp, 1985 (AdB; 1), ISBN 3-518-03234-8.
Aus dem Bleistiftgebiet. Mikrogramme aus den Jahren 1924—1925. Gedichte und dramatische Szenen. Hg. v. Bernhard Echte u. Werner Morlang. Suhrkamp, 1985 (AdB; 2), ISBN 3-518-03234-8.
Aus dem Bleistiftgebiet. ‚Räuber’-Roman, ‚Felix’-Szenen. Hg. v. Bernhard Echte u. Werner Morlang. Suhrkamp, 1986 (AdB; 3), ISBN 3-518-03085-X.
Aus dem Bleistiftgebiet. Mikrogramme aus den Jahren 1926—1927. Hg. v. Bernhard Echte u. Werner Morlang. Suhrkamp, 1990 (AdB; 4), ISBN 3-518-40224-2.
Aus dem Bleistiftgebiet. Mikrogramme aus den Jahren 1925—1933. Prosa. Hrsg. v. Bernhard Echte. Entzifferung in Zusammenarbeit mit Werner Morlang. Suhrkamp, 2000 (AdB; 5), ISBN 3-518-40851-8.
Aus dem Bleistiftgebiet. Mikrogramme aus den Jahren 1925—1933. Gedichte und Dramatische Szenen. Hg. v. Bernhard Echte. Entzifferung in Zusammenarbeit mit Werner Morlang. Suhrkamp, 2000 (AdB; 6), ISBN 3-518-40851-8.

## Произведения, переведённые на русский язык
- Роберт Вальзер. Помощник; Якоб фон Гунтен: Романы; Миниатюры. — М.: Художественная литература, 1987. — 463 с.
- Роберт Вальзер. Ровным счетом ничего: Избранное / Пер. С. Ромашко. — М.: Текст, 2004. — 189 с.
- Роберт Вальзер. Разбойник. [Роман. Рассказы] / Пер. А. Глазовой. — Тверь: Митин журнал, 2005. — 216 с.
- Роберт Вальзер. Гёльдерлин. [stihi.ru/2011/06/18/280 пер. В. Куприянова].
- Роберт Вальзер. Сочинения Фрица Кохера и другие этюды / Пер. с нем. А. Филиппова-Чехова. — М.: Текст, 2013. — 317 с.
- Роберт Вальзер. Прогулка / Пер. с нем. М. Шишкина; Михаил Шишкин. Вальзер и Томцак: Эссе. — М.: Ад Маргинем, 2014. — 128 с.
- Роберт Вальзер. Семейство Таннер: Роман / Пер. с нем. Н. Федоровой. — М.: Текст, 2014. — 349 с.

## Адаптации
За последние десятилетия произведения Вальзера переносились на театральную сцену, неоднократно экранизировались (в том числе — средствами анимационного кино), несколько документальных и игровых фильмов сняты о нём самом.

### Театральные постановки
- «Все идут против замка». Драмолеты Роберта Вальзера. («Alle gehen gegen das Schloss», Uraufführung der Dramolette «Dornröschen», «Schneewittchen» und «Aschenbrödel») в театре «Ам Ноймаркт» (Theater am Neumarkt), Цюрих, 1973.
- «Якоб фон Гунтен» («Jakob von Gunten»). Камерная опера. Композитор Беньямин Швайцер (Benjamin Schweitzer), Майсен, Германия. 2000.
- «Якоб фон Гунтен — Высокая школа смирения» («Jakob von Gunten — Die hohe Schule der Demut»). Реж.: Мартин Юргенс (Martin Jürgens) sursumcorda Theater- und Filmproduktion 2000—2007.
- «роберт вальзер микрограммы маленький всемирный театр» («robert walser mikrogramme das kleine welttheater». Реж.: Кристиан Бертрам (Christian Bertram), 2005, Berlin.
- «Проект RW» по рассказу «Прогулка». Театр «Катр Эль» («Les Quatre Elles»). Франция. Реж.: Микаэль Дюсотуа. Michel Dusautois. 2010.[33]

### Экранизации
- «Якоб фон Гунтен» («Jakob von Gunten») (1971). ФРГ. 1 ч. 36 мин. Реж. Петер Лилиенталь (Peter Lilienthal). В гл. ролях: Ханна Шигулла (Hanna Schygulla), Александр Мэй (Alexander May), Себастьян Блайш (Sebastian Bleisch).
- «Помощник» («Der Gehülfe») (1976). ФРГ. 2 ч. 2 мин. Реж. Томас Керфер (Thomas Koerfer). В гл. ролях: Пауль Буриан (Paul Burian), Верена Бус (Verena Buss), Ингольд Виненауэр (Ingold Wildenauer).
- «Опекун и его поэт» («Der Vormund und sein Dichter») (1978) по книге Карла Зеелига «Прогулки с Робертом Вальзером». ФРГ. Реж. Перси Адлон (Percy Adlon).
- «Разбойник» («Der Räuber») (1984). Швейцария. 1 ч. 30 мин. Реж. Лутц Леонхард (Lutz Leonhardt). В гл. ролях: Михаэль Шахт (Michael Schacht), Барбара Шнайдер-Манцель (Barbara Schneider-Manzell), Михаэль Бирман (Michael Biermann).
- «Симон Таннер» («Simon Tanner») (1994). Франция. 1 ч. 32 мин. Реж. Жоэль Жуанно (Joel Jouanneau). В гл. ролях: Диан Бергель (Diane Bergel), Эмиль Бретон (Emile Breton), Жан-Кэнтен Шатлен (Jean-Quentin Châtelain).
- «Институт Бенжамента или Эту мечту люди зовут человеческой жизнью» («Institute Benjamenta, or This Dream People Call Human Life») (1995). Анимация. Великобритания, Япония, Германия. 1 ч 45 мин. Реж. Братья Стивен и Тимоти Квей (Stephen Quay, Timothy Quay).
- «Белоснежка» («Branca de Neve») (2000). Италия. 1 ч. 15 мин. Реж. Жуан Сезар Монтейро (João César Monteiro). В гл. ролях: Мариа До Кармо Роло (Maria Do Carmo Rôlo), Ана Брандао (Ana Brandão), Реджинальдо да Круз (Reginaldo da Cruz).
- «Рассказы Роберта Вальзера» («Er, der Hut, sitzt auf ihm, dem Kopf») (2006). Швейцария. 50 мин. Реж. Вальтер Дойбер (Walter Deuber). В гл. ролях: Бруно Ганц (Bruno Ganz), Додо Хуг (Dodo Hug), Аня Маргони (Anja Margoni).

## Документальные фильмы
- «Я все ещё стою перед дверью жизни» («Ich stehe immer noch vor der Tür des Lebens. Robert Walser und die Kunst des Unterliegens»). ФРГ, 119 мин., 1986. Реж.: Петер Хамм (Peter Hamm).
- «Роберт Вальзер — жизнь поэта». («Robert Walser — Ein Poetenleben»). Швейцария, 2003, 60 мин. Реж.: Эрнст Бухмюллер (Ernst Buchmüller).
- «Негодник Роберт Отто» («Der Schurke Robert Otto») (2018). Германия. 59 мин. Реж. Флориан Хааг (Florian Haag).